# Delfeayo Marsalis
Delfeayo Marsalis (* 28. Juli 1965 in New Orleans/Louisiana) ist ein US-amerikanischer Jazzposaunist und Musikproduzent.

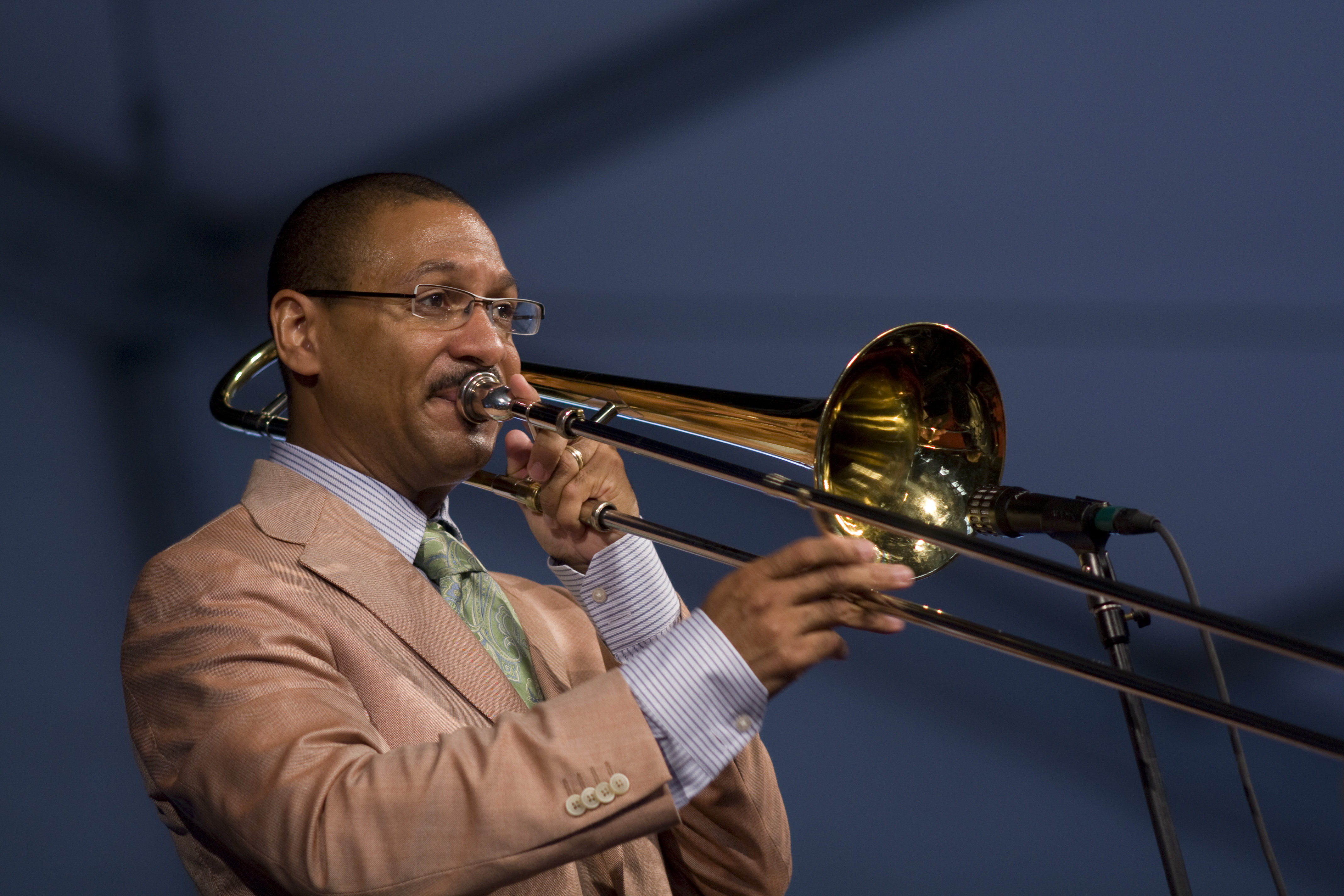
Delfeayo Marsalis (2010)

## Leben und Wirken
Delfeayo Marsalis ist der Sohn des Pianisten Ellis Marsalis und Bruder von Branford und Wynton sowie Jason Marsalis. Er besuchte das New Orleans Center for Creative Arts und hatte ab dem dreizehnten Lebensjahr Posaunenunterricht. In Tanglewood studierte er klassische Posaune, und 1983 führte er mit dem New Orleans Philharmonic Orchestra Gordon Jacobs Posaunenkonzert auf. Für seine Präsentation von Alessandro Marcellos Sonate Nr. 6 erhielt er den Outstanding Performance Award der Jefferson Performing Arts Society.
Ab 1982 studierte er Posaune und Studioproduktion am Berklee College of Music. 2005 erwarb er einen Mastergrad in Jazz-Performance an der University of Louisville.
Als Posaunist tourte Marsalis mit Musikern wie Art Blakey, Abdullah Ibrahim, Elvin Jones, Slide Hampton, Ray Charles, Art Blakeys Jazz Messengers, und Max Roach. Daneben leitet er eine Modern-Jazz-Band, mit der er bis 2016 sieben Alben aufnahm. Donald Trumps Wahlkampf-Slogan Make America Great Again! war Ausgangspunkt des Albums von 2016, auf dem neben dem von Marsalis komponierten Titelstück und der US-Nationalhymne auch Stücke von der Dirty Dozen Brass Band und Aaron Copland sowie der Standard All of Me zu hören sind.
Als Komponist schrieb er Musik zu der ABC-Serie Moon over Miami, den Dokumentarfilmen Streetcar Mysteries und 112th & Central und den Produktionen des New Orleans Ballet von Tennessee Williams’ Streetcar Named Desire und Glass Menagerie. 1997 komponierte Marsalis für das Summerstages Theatre das Musical Luther. Danach gründete er das Uptown Music Theatre für die musiktheatralische Ausbildung von Kindern und Jugendlichen zwischen 8 und 18 Jahren, mit denen er in drei Sommern fünf Musicals erarbeitete. In der Saison 2007/2008 führte er in Konzerten mit dem Minnesota Orchestra u. a. Kompositionen Duke Ellingtons auf.
Er produzierte etwa 75 Alben u. a. mit Harry Connick, Marcus Roberts, Ske Lee und seinen Brüdern, von denen einige eine Grammynominierung erreichten. 1996 erhielt er  den 3M Visionary Award.

## Diskographie
- Pontius Pilate’s Decision mit Joshua Redman, Scotty Barnhart, Branford, Jason und Wynton Marsalis (Novus 1992)
- Musashi mit Mark Gross, Branford und Ellis Marsalis, Masahiko Osaka und Bill Reichenbach junior, (Troubador Jass, 1997)
- Minions Dominion mit Donald Harrison, Elvin Jones, Edwin Livingston, Branford Marsalis, Mulgrew Miller, Eric Revis, Sergio Salvatore, (Jass Troubadour, 2002)
- Sweet Thunder (Duke & Shak) (Troubador Jass, 2011)
- The Last Southern Gentlemen, mit John Clayton, Marvin Smitty Smith, Ellis Marsalis (Troubador Jass, 2015)
- Make America Great Again! (Troubador Jass, 2016)
- Delfeayo Marsalis Uptown Jazz Orchestra: Jazz Party (2019)